# Colocasia ussuriensis
Colocasia ussuriensis är en fjärilsart som beskrevs av Kardakoff 1928. Colocasia ussuriensis ingår i släktet Colocasia och familjen Pantheidae. Inga underarter finns listade i Catalogue of Life.